# Disko (пісня)
«Disko» (укр. Диско) — пісня словенського музичного гурту Last Pizza Slice, з якою вони представляли Словенію на Пісенному конкурсі Євробачення 2022 в Турині, Італія після перемоги на словенському національному відборі EMA 2022. Гурт посів останнє 17-е місце у півфіналі Євробачення та не зміг досягти фіналу конкурсу.

## Реліз
Пісня була випущена 26 листопада 2021 року разом з усіма іншими піснями, які змагаються на словенському національному відборі на Євробачення EMA 2022. На потокових сервісах композиція стала доступна 1 квітня 2022 року.

## Кліп
Музичне анімаційне відео «Disko» вийшло 11 квітня 2022 року. На відео зображено чоловіка, якого кидає його дівчина в нічному клубі. Чоловік впадає в депресію. Одного разу, побачивши, як його колишня дівчина цілує свого хлопця на мосту, чоловік падає у річку. Хоча невідомо, чи чоловік потонув чи мав галюцинації, під водою він зрештою зустрічає іншу дівчину й знову стає щасливим.

## Пісенний конкурс Євробачення

### EMA 2022 та EMA Freš 2022
У грудні 2021 року Last Pizza Slice зі своєю піснею «Disko» взяли участь у попередньому відборі EMA під назвою EMA Freš 2022. Наступного місяця пісня була обрана як одна з чотирьох заявок на EMA 2022.
У другому півфіналі 12 лютого 2022 року «Disko» вийшла у гранд-фінал і через тиждень пісня перемогла в національному відборі EMA з найвищим балом від глядачів і другим місцем від журі, а отже, гурт отримав право представляти країну на пісенному конкурсі Євробачення 2022.

### На Євробаченні
За результатами жеребкування Словенія потрапила до першого півфіналу, який відбувся 10 травня 2022 року, і виступила в першій половині шоу. Гурт не зміг потрапити у фінал конкурсу через те, що посів останнє місце в першому півфіналі, набравши лише 15 балів.

## Чарти
| Чарти (2022)  | Пікова позиція |
| ------------- | -------------- |
| Литва (AGATA) | 35             |